# Dům Pomerančovník
Dům Pomerančovník, původního názvu Zum Pomeranzenbaum (česky: dům U Pomerančovníku), dnes též dům Promenáda, stojí v centru lázeňské části Karlových Varů v městské památkové zóně v ulici Tržiště č. 381/31. Barokní dům byl prvně zmíněn v roce 1756, současná novobarokní fasáda pochází z roku 1908.
Objekt byl prohlášen kulturní památkou, památkově chráněn je od 20. května 1991, rejstř. č. ÚSKP 13264/4-4549.

## Historie
První zmínka o domu je z roku 1756, kdy se jmenoval Das Gottfriedische Haus. Ten při ničivém požáru Karlových Varů v roce 1759 s mnoha jinými domy vyhořel, ale dále byl v majetku paní Torellin. Roku 1788 je již znovu zmiňován, tentokrát pod názvem Zum Pomeranzenbaum (U pomerančovníku).
Na počátku 19. století došlo k dvorní přestavbě se stájemi a remízou v přízemí. V roce 1847 byl dvůr ze všech stran uzavřen a změněn ve vnitřní světlík s ochozovou chodbou s otevřenými arkádami.
Roku 1876 byla zbořena stará lékárna Bílý orel na Tržišti čp. 2 a nový majitel Alfred Becher ji přemístil do domu U pomerančovníku. Od roku 1908 pak byla uváděna jako Adler–Apotheke magistra Worliczka.
Dalším vlastníkem domu byl doktor Hugo Maier, který jej v roce 1923 propojil se sousedním domem Sedm planet, který rovněž vlastnil.
Roku 1908 byla karlovarským stavitelem Ludwigem Steinlem upravena fasáda domu v novobarokním stylu.

## Ze současnosti
Roku 1991 byl dům prohlášen kulturní památkou.
V současnosti (květen 2021) je zde provozován hotel Promenáda. Dům je evidován jako objekt k bydlení v soukromém vlastnictví.

## Popis
Řadový dvoupatrový dům stojí v historické části města v ulici Tržiště 381/31 v sousedství domu Sedm planet naproti sloupu Nejsvětější Trojice.
Hlavní přední dům má šestiosé průčelí. V přízemí je umístěn obloukový vchod s ostěním v omítce s klenákem. Po jeho levé straně je podobně řešené okno, po pravé druhý, širší vchod. Přízemí je dnes novodobě obloženo dlaždicemi. Nad přízemím je široký pas. Přes první a druhé patro se tyčí pilastry s korintskými hlavicemi, které nesou korunní římsu. Okna jsou obdélná bez říms, v prvním patře s parapety. Mezi okny prvního a druhého patra je ploché obdélné panelování, u krajních oken nahoře jsou niky s plochým štukovým rámováním nahoře.